# Banja (distrikt i Bulgarien, Sliven)
Banja (bulgariska: Баня) är ett distrikt i Bulgarien.   Det ligger i kommunen Obsjtina Nova Zagora och regionen Sliven, i den centrala delen av landet, 220 kilometer öster om huvudstaden Sofia.
Trakten runt Banja består till största delen av jordbruksmark. Runt Banja är det ganska glesbefolkat, med 48 invånare per kvadratkilometer.